# Kolletes undulatus
Kolletes undulatus är en svampart som beskrevs av Kohlm. & Volkm.-Kohlm. 2005. Kolletes undulatus ingår i släktet Kolletes, divisionen sporsäcksvampar och riket svampar.   Inga underarter finns listade i Catalogue of Life.